# Пузырчатка Брема
Utricularia bremii — вид многолетних насекомоядных растений из рода Пузырчатка семейства Пузырчатковые.
Растения этого вида распространены в Центральной и Западной Европе.
В синонимику вида входят следующие названия:
- Utricularia minor subsp. bremii (Heer ex Kölliker) Franchet (1885)
- Utricularia minor var. bremii (Heer ex Kölliker) K. & F. Bertsch (1948)
- Utricularia pulchella C.B.Lehm (1843)